# All the Young Dudes (singolo)
All the Young Dudes è un brano musicale scritto dall'artista inglese David Bowie e pubblicato come 45 giri dai Mott the Hoople il 28 luglio 1972.
Terza traccia e primo singolo estratto dall'album omonimo, è stato definito l'inno glam definitivo e all'epoca rappresentò un grido di battaglia per i disillusi figli della Gran Bretagna di Edward Heath, in un panorama caratterizzato da valori anti-permissivi e riarmo morale.
All the Young Dudes si trova al 256º posto nella lista dei 500 migliori brani musicali della rivista Rolling Stone, al 149º in quella di New Musical Express e al 5º nella classifica delle 20 migliori canzoni glam rock del quotidiano inglese The Guardian, ed è stata inclusa tra le "500 canzoni che hanno plasmato il rock and roll" della Rock and Roll Hall of Fame.
È uno dei brani presenti nel musical Lazarus, scritto da Bowie e Enda Walsh e andato in scena dalla fine del 2015.

## Tracce
1. All the Young Dudes (D. Bowie) - 3:33
2. One of the Boys (Ian Hunter) - 6:46

## Formazione
- Ian Hunter – voce, chitarra, pianoforte, tastiere
- Mick Ralphs – chitarra, cori
- Pete "Overend" Watts – basso
- Dale "Buffin" Griffin – batteria
- Verden Allen – organo, cori

## Il brano
(David Buckley, Strange Fascination.)
La strada dei Mott the Hoople incrociò quella di David Bowie nel marzo 1972 quando il gruppo era sul punto di sciogliersi, deluso dalle scarse vendite dei primi album nonostante i concerti registrassero regolarmente il tutto esaurito. Bowie aveva da poco iniziato il suo Ziggy Stardust Tour e consegnò alla band un demo di Suffragette City. Il bassista Pete Watts ricordava a tale proposito: «Aveva scarabocchiato sulla scatola "Questo forse può esservi di qualche utilità, volete farne una cover?". Provammo a suonarlo e non ci sembrava che andasse molto bene».
Watts chiamò il cantante per ringraziarlo dicendogli che la band si era ormai sciolta: «Mi richiamò dopo due ore dicendomi che aveva parlato con Tony Defries, il suo manager alla MainMan, il quale era disposto a tirarci fuori da quella situazione. Disse "Non solo, dopo che ci siamo parlati ho scritto per voi una canzone che potrebbe essere fantastica"». Dopo qualche giorno David incontrò Watts e gli suonò All the Young Dudes con la sua chitarra acustica. «Non aveva ancora completato il testo ma la canzone mi mandò fuori di testa, soprattutto il ritornello». Il bassista non perse tempo e presentò Bowie agli altri componenti del gruppo ai quali fece ascoltare il brano.
Pur avendo rappresentato sin dalla sua uscita un vero e proprio inno glam, «una delle rare canzoni rock che inneggiano alla solidarietà degli scontenti senza angoscia o sentimentalismo» come l'hanno definita Roy Carr e Charles Shaar Murray di New Musical Express, il brano ha dato adito anche ad altre interpretazioni.
Considerando che Bowie scrisse All the Young Dudes al culmine del supposto "periodo bisessuale", venne letta anche come una sorta di manifesto per la liberazione gay, un colpo alla mentalità bigotta secondo la quale l'omosessualità non avrebbe nessun significato al di là dell'atto sessuale in sé.
In realtà, secondo lo stesso Bowie il tenore della canzone era più "dark" e strettamente legato alla parabola fantascientifica di Ziggy Stardust. In un'intervista apparsa su Rolling Stone nel 1973 il cantante spiegava che il bollettino sull'imminente apocalisse rivelata dai "tizi dell'informazione" in Five Years (traccia d'apertura dell'album) conteneva le stesse notizie comunicate da All the Young Dudes: «È una canzone incentrata su queste notizie, non è un inno per i giovani intesi come nazione a sé stante. È esattamente l'opposto».

### Il lato B
(Dave Thompson, AllMusic.)
Scritta da Ian Hunter e Mick Ralphs, che poi lasciò i credits al solo cantante, One of the Boys venne registrata nel 1971 e abbandonata quando i Mott the Hoople cominciarono a pensare allo scioglimento. Venne ripresa l'anno successivo e inserita come sesta traccia di All the Young Dudes. David Bowie, produttore dell'album, propose One of the Boys come 45 giri ma venne dissuaso dai membri della band e in Gran Bretagna il brano venne relegato a lato B, mentre uscì negli Stati Uniti il 5 dicembre 1972 e in Germania un mese dopo.

## Registrazione
All the Young Dudes venne registrata il 14 maggio 1972 agli Olympic Studios di Londra.

## Uscita e accoglienza
Il 45 giri fu pubblicato il 28 luglio 1972 e raggiunse la 3ª posizione nelle classifiche inglesi due mesi dopo, subito dopo l'uscita dell'album eponimo, mentre negli Stati Uniti si fermò al 37º posto della Billboard Hot 100.
La band fu costretta a modificare il testo per la versione da trasmettere in radio e in tv nel Regno Unito, in quanto la strofa «Wendy's stealing clothes from Marks and Sparks» faceva riferimento ai grandi magazzini Marks & Spencer e per motivi legati a questioni pubblicitarie fu cambiato in «Wendy's stealing clothes from unlocked cars».

## All the Young Dudesdal vivo
Il brano divenne un classico dal vivo per i Mott the Hoople e una delle prime occasioni fu al Tower Theatre di Philadelphia il 29 novembre 1972, quando David Bowie fece un'apparizione al concerto della band proprio per eseguire All the Young Dudes. La registrazione della performance è stata poi inserita nella compilation All the Way From Stockholm to Philadelphia del 1998.
Il 20 aprile 1992 Ian Hunter e David Bowie hanno di nuovo eseguito il brano insieme durante il Freddie Mercury Tribute Concert, con Mick Ronson, Joe Elliott e Phil Collen dei Def Leppard e i restanti componenti dei Queen.

## Pubblicazioni successive
Negli Stati Uniti il brano fu nuovamente pubblicato nel 1974 e nel 1975, rispettivamente con Honaloochie Boogie e Rose come lato B, mentre nel Regno Unito uscì di nuovo nel 1976 con Roll Away the Stone sul retro.
All the Young Dudes è presente in numerose raccolte e album live dei Mott the Hoople:
- Live (1974)
- Greatest Hits (1976)
- Shades Of Ian Hunter - The Ballad of Ian Hunter & Mott the Hoople (1979)
- All The Way From Memphis (1981)
- The Collection - Mott The Hoople featuring Ian Hunter (1987)
- The Ballad Of Mott: A Retrospective (1993)
- Super Hits (1997)
- All The Young Dudes: The Anthology (1998)
- All the Way from Stockholm to Philadelphia (1998)
- A Tale Of Two Cities (2000)
- Two Miles from Live Heaven (2001)
- Family Anthology (2005)
- In Performance 1970–1974 (2008, box set)
- Live At HMV Hammersmith Apollo 2009 (2009)

Esiste anche una versione con Bowie alla voce solista e Ian Hunter ai cori, comparsa nella ristampa dell'album All the Young Dudes del 2006.
Il brano si trova anche nelle colonne sonore dei film Sognando Manhattan (1991), Tra amici (1993), L'ultimo dei grandi re (1996), Juno (2007), Fa' la cosa sbagliata (2008) e L'ordine naturale dei sogni (2010).

## La versione di David Bowie
David Bowie registrò la sua versione di All the Young Dudes nel dicembre 1972 negli Stati Uniti, durante la prima parte delle sessioni di Aladdin Sane. Rimasta inedita per più di vent'anni, è stata poi inclusa in alcune raccolte e album live:
- David Live (1974)
- Ziggy Stardust - The Motion Picture (1983)
- Ziggy Stardust and the Spiders from Mars (1984, VHS)
- RarestOneBowie (1995, raccolta semiufficiale)
- The Best of David Bowie 1969/1974 (1997)
- Best of Bowie, (2002, edizione uscita negli USA)
- Aladdin Sane (riedizione del 2003)
- A Reality Tour (2010, album e DVD)
- Nothing Has Changed (2014)

Nel 1979 a musica del brano suonata al contrario è stata usata per la base di Move On, terza traccia dell'album Lodger.
David Bowie ha eseguito All the Young Dudes dal vivo durante l'Aladdin Sane Tour 1973, in un medley con Wild Eyed Boy from Freecloud e Oh! You Pretty Things, il Diamond Dogs Tour 1974 e più avanti durante l'Outside Tour 1995-96, l'Earthling Tour 1997 e il Reality Tour 2003-04.
Oltre al Freddie Mercury Tribute Concert del 1992, tra le esibizioni "estemporanee" da ricordare il BowieNet Show, riservato agli abbonati al sito ufficiale del cantante tenutosi alla Roseland Ballroom di New York il 19 giugno 2000, e il concerto della settimana successiva al BBC Radio Theatre di Londra, trasmesso qualche mese dopo.

## Cover
Moltissimi sono gli artisti che hanno inciso nel corso degli anni la loro versione di All the Young Dudes:
- i Charisma come singolo nel 1972
- le Chanter Sisters in First Flight del 1976
- The Skids nel doppio singolo Working for the Yankee Dollar del 1979
- The Pipettes in Hybrid Kids - A Collection Of Classic Mutants del 1979
- gli Angel in Live Without a Net del 1980
- i Blue Zoo in For All I Really Care del 1984
- Misako Honjoh in Dreamer del 1984
- Woods come singolo nel 1984
- Adam Bomb nell'edizione di Fatal Attraction uscita nel 1985
- Zak (nome d'arte dell'attore Zacharias Preen) come singolo nel 1985
- The Form nel singolo It Happens That Way del 1985
- gli inglesi CCCP (da non confondere con l'omonimo gruppo italiano) in Let's Spend the Night Together del 1986
- The Damned in Cover Versions "Live" del 1987
- Bruce Dickinson in Tattooed Millionaire del 1990
- Mick Ronson in Heaven and Hull del 1994
- i Catherines Cathedral in Equilibrium del 1995
- i World Party nella colonna sonora di Ragazze a Beverly Hills del 1995
- gli Hello in Glam Rockers del 1996
- i Moth Poet All Stars in Moth Poet Hotel del 1996
- Rick Derringer (con Ian Hunter) in King Biscuit Flower Hour Presents Rick Derringer & Friends del 1998
- I Lazy in Happy Time  del 1998
- i Michael Aston's Gene Loves Jezebel nell'EP Survive This del 1999
- The Church in A Box of Birds del 1999
- i Children of the Revolution in IV del 2000
- Arno in Glittering 2000 del 2000
- Jimmy Barnes in Soul Deeper... Songs from the Deep South del 2000
- i Fury in the Slaughterhouse in Home Inside del 2000
- i Travis dal vivo nel CD singolo Side del 2001
- Ringo Starr dal vivo in King Biscuit Flower Hour Presents Ringo & His New All-Starr Band del 2002
- Phe Cullen nell'album eponimo del 2002
- Valensia in Queen Tribute del 2003
- Misako Honjoh in Dreamer del 2003
- Enrico Ruggeri in Punk prima di te del 2004
- The Strines in Dog•ger•el del 2004
- Billy Bragg con Jill Sobule in Live at the Barbican del 2004
- The F-Ups nell'album eponimo del 2004
- The New Standards nell'album eponimo del 2005
- The Anger Brothers nell'album eponimo del 2005
- Ozzy Osbourne in Under Cover del 2005
- i 3rd Alley in Long Beach Records - Martian Church "Fall Sampler" del 2006
- i Tesla in Real to Reel del 2007
- i Wild Street nell'album eponimo del 2009
- Matthew Sweet e Susanna Hoffs in Under the Covers Vol. 2 del 2009

Altre cover che si trovano in album tributo di David Bowie includono quelle di:
- Cybernauts in Cybernauts Live del 2000
- Alejandro Escovedo in Starman - Rare and Exclusive Versions of 18 Classic David Bowie Songs del 2003
- Des de Moor e Russell Churney in Darkness and Disgrace del 2003
- Switchblade Kittens in Spiders from Venus: Indie Women Artists and Female-Fronted Bands Cover David Bowie del 2004
- Mongo in Hero - The MainMan Records Tribute to David Bowie del 2007
- The Razorblades e The Glasgow Tiki Shakers, entrambi in Ziggy Played Surf Guitar del 2011